# Penisola di Agrachan
La penisola di Agrachan (in russo Аграханский полуостров, Agrachanskij poluostrov?), chiamata anche Uč-Kosa (Уч-Коса), si trova sulla costa occidentale del mar Caspio, nel Daghestan (Circondario federale del Caucaso Settentrionale). Dal punto di vista amministrativo, appartiene al Babajurtovskij rajon. 

## Geografia
La penisola, che si trova di fronte l'ampio delta del fiume Terek, è formata da sedimenti prevalentemente sabbiosi.
La sua superficie è di 212 km². La lunghezza è di circa 50 km ed è larga fino a 8 km. L'altezza s.l.m. è di -16 m, quella relativa al mar Caspio è al massimo di 10 m. la penisola si sviluppa nella direzione da sud a nord e racchiude ad ovest la baia di Agrachan. Sulla punta della penisola si trovano, a distanza ravvicinata, le isole: Jaičnyj (остров Яичный), Bazar (остров Базар) e Pičužonok (острова Пичужонок), e, al di là dello stretto Čečenskim Prochod (пролив Чеченским Проход), l'isola Čečen'. 
Il paesaggio della penisola è semi-desertico con dune di sabbia e paludi costiere, depressioni saline (solonchak) e con la presenza di cespugli di tamerici sulle dune.

## Storia
Sulla punta nord-est della penisola ci sono i resti di Lopatin (Лопатин), villaggio di pescatori degli inizi del XX secolo, abbandonato negli anni settanta a causa della significativa riduzione della pesca nel mar Caspio, nonché i resti di una ferrovia che univa Lopatin a Sulak per il trasporto del pesce agli impianti di lavorazione.